# Rainer Weiss
Rainer Weiss (ur. 29 września 1932 w Berlinie) – amerykański fizyk niemieckiego pochodzenia, noblista. Jest znany z badań nad grawitacją i astrofizyką, w tym nad interferometrami. Emerytowany profesor MIT. Był przewodniczącym naukowej grupy roboczej przy satelicie naukowym COBE.

## Praca naukowa
Praca naukowa Rainera Weissa skupiała się na jednym z fundamentalnych przewidywań ogólnej teorii względności Einsteina – istnieniu fal grawitacyjnych. Te fale, będące zaburzeniami w czterowymiarowej czasoprzestrzeni, powstają w wyniku przyspieszania obiektów o masie. Ich detekcja była niezwykle trudnym wyzwaniem, ponieważ efekty wywoływane przez fale grawitacyjne są niezwykle małe.
Od lat 70. XX wieku Weiss koncentrował swoje wysiłki na opracowaniu detektora LIGO (Laser Interferometer Gravitational-Wave Observatory). Kluczowym elementem tego urządzenia jest zastosowanie technologii laserowej do mierzenia minimalnych zmian długości ramion interferometru, spowodowanych przez fale grawitacyjne. Weiss wniósł fundamentalne wkłady w rozwój tego systemu, w tym koncepcje projektowe i techniczne rozwiązania umożliwiające osiągnięcie wymaganej precyzji pomiarów.
Przełomowym momentem w historii badań nad falami grawitacyjnymi było ich pierwsze bezpośrednie wykrycie w 2015 roku dzięki detektorowi LIGO. Osiągnięcie to nie tylko potwierdziło teoretyczne przewidywania Einsteina, ale także otworzyło nową dziedzinę w astrofizyce, umożliwiając badanie kosmosu za pomocą "astronomii fal grawitacyjnych".

## Życiorys
Rainer Weiss urodził się w Berlinie, gdzie jego ojciec był lekarzem i psychoanalitykiem, a matka aktorką. Jego ojciec był pochodzenia żydowskiego, a rodzina uciekła przed nazizmem do Stanów Zjednoczonych. Po ukończeniu szkoły w Nowym Jorku Weiss studiował w Massachusetts Institute of Technology, gdzie w 1962 roku uzyskał stopień doktora. Po kilku latach spędzonych na Uniwersytecie Tufts i Uniwersytecie Princeton powrócił do MIT. Rainer Weiss jest żonaty i ma córkę oraz syna.

## Nagrody
Wraz z Barrym Barishem i Kipem Thorne’em laureat Nagrody Nobla w dziedzinie fizyki w 2017 roku za decydujący wkład w detektor LIGO i zaobserwowanie fal grawitacyjnych.
W 2016 r. za wkład w LIGO wraz z Thorne’em i Ronaldem Dreverem (zmarłym 27 marca 2017 r. nie doczekawszy Nobla) otrzymał Nagrodę Shawa w dziedzinie astronomii.